# Santuario de María Reina de la Paz
El Santuario de María Reina de la Paz o más formalmente Santuario de María, Reina de la Paz, Nuestra Señora de la EDSA (en tagalo: Dambana ni Maria, Reyna ng Kapayapaan) es una pequeña iglesia de la Arquidiócesis de Manila situada en la intersección de las Avenidas Ortigas y Epifanio de los Santos (EDSA) en la ciudad de Quezón, Filipinas. El santuario, construido originalmente en 1989 para conmemorar los hechos de la revolución del poder popular y su solución pacífica, se encuentra en el sitio donde se produjeron dos manifestaciones pacíficas que derrocaron a los presidentes de Filipinas Ferdinand Marcos y Joseph Estrada (2001). Oficialmente se le llama el "Santuario de María, Reina de la Paz" o "Cuasi-parroquia Nuestra Señora de la Paz", aunque estos nombres se utilizan muy poco.